# Ю Ликвай
Ю Ликвай, также Юй Ливэй, Нельсон Ю Ликвай, Нельсон Ю (кит. 余力爲; род. 12 августа 1966, Гонконг) — гонконгский кинооператор и режиссёр.

## Биография
Учился в Национальной высшей школе зрелищных искусств (INSAS) в Бельгии, закончил её в 1994. Работает как в Гонконге, так и в Китае. Был главным оператором в большинстве фильмов Цзя Чжанкэ; вместе с ним основал независимую продюсерскую компанию Xstream Pictures. Также сотрудничал с режиссёром Энн Хёй. Входил в жюри двух секций Каннского МКФ 2012.

## Избранная фильмография

### Операторские работы
- 1997: Карманник (Цзя Чжанкэ)
- 1999: Обыкновенные герои (Энн Хёй)
- 2000: Платформа (Цзя Чжанкэ)
- 2001: Общественные места (Цзя Чжанкэ)
- 2002: Неизведанные радости (Цзя Чжанкэ)
- 2004: Мир (Цзя Чжанкэ)
- 2006: Натюрморт (Цзя Чжанкэ; премия Лос-Анджелесской ассоциации кинокритиков за лучшую операторскую работу)
- 2006: Дун (Цзя Чжанкэ)
- 2006: Постмодернистская жизнь моей тёти (Энн Хёй)
- 2007: Бесполезные (Цзя Чжанкэ)
- 2007: Исход (Эдмунд Хо Чун Пан)
- 2008: Сити 24 (Цзя Чжанкэ; Asian Film Award за лучшую операторскую работу)
- 2010: Дом мечты (Эдмунд Хо Чун Пан)
- 2010: Легенды города над морем (Цзя Чжанкэ)
- 2011: Любовь и ссадины (Лоу Е)
- 2011: Простая жизнь (Энн Хёй)
- 2013: Прикосновение греха (Цзя Чжанкэ)
- 2015: И горы сдвигаются с места (Цзя Чжанкэ)
- 2017: Наше время придёт (Энн Хёй)

### Режиссёрские работы
- 1998: Неоновые богини (документальный; премия МФ документального фильма в Ямагате)
- 1999: Любовь разлучит нас (номинация на Золотую пальмовую ветвь Каннского МКФ, номинация на Главную премию МКФ во Фрибуре, премия ФИПРЕССИ Гонконгского МКФ)
- 2003: Все вечеринки завтрашнего дня (специальный диплом жюри МКФ Меридианы Тихого, специальное упоминание МКФ в Сиджесе)
- 2008: Пластиковый город